# Robert M. La Follette
Robert Marion La Follette Sr., né le 14 juin 1855 à Primrose (en) (Wisconsin) et mort le 18 juin 1925 à Washington, était un avocat et homme politique américain. Il a représenté le Wisconsin dans les deux chambres du Congrès et a été gouverneur de l'État de 1901 à 1906. Républicain pendant la majeure partie de sa vie, il s'est présenté à l'élection présidentielle de 1924 en tant que candidat tiers parti sous l'étiquette du Parti progressiste. L'historien John D. Buenker le décrit comme étant « la figure la plus célèbre de l'histoire du Wisconsin »,.
Né et élevé dans le Wisconsin, La Follette a été élu procureur du comté de Dane en 1880. Quatre ans plus tard, il a été élu à la Chambre des représentants, où il s'est lié d'amitié avec des dirigeants du parti comme William McKinley. Après avoir perdu son siège lors des élections de 1890, La Follette s'est réorganisé. En tant que populiste, il a adopté le progressisme et a constitué une coalition de Républicains mécontents. Il s'est présenté aux élections de gouverneur en 1896 et 1898 avant de remporter l'élection de 1900. En tant que gouverneur du Wisconsin, La Follette a mis en œuvre un programme progressiste, introduisant des primaires électorales et des réformes fiscales.
Réélu en 1902 et 1904, il a été élu par la législature de l'État au Sénat fédéral en 1905. Sa base populiste s'est renforcée lorsqu'il est devenu un leader progressiste national au Sénat, souvent en conflit avec des conservateurs comme Nelson Wilmarth Aldrich. Il a initialement soutenu le président William Howard Taft, mais a rompu avec lui lorsque ce dernier n'a pas réussi à réduire les tarifs douaniers. Il a défié Taft pour l'investiture républicaine lors de l'élection présidentielle de 1912, mais sa candidature a été éclipsée par celle de l'ancien président Theodore Roosevelt. Le refus de La Follette de soutenir Roosevelt lors de l'élection générale a aliéné de nombreux progressistes, et bien qu'il ait continué à siéger au Sénat, il a perdu son statut de leader des Républicains progressistes. La Follette a soutenu certaines politiques du président Woodrow Wilson, mais il s'est opposé à lui en matière de politique étrangère. Pendant la Première Guerre mondiale, il a été l'un des opposants les plus virulents aux politiques intérieures et internationales de l'administration, ainsi qu'à la guerre elle-même.
Avec les deux grands partis, républicain et démocrate, proposant des candidats conservateurs lors de l'élection présidentielle de 1924, des groupes de gauche se sont ralliés à la candidature de La Follette pour un candidat tiers parti. Avec le soutien du Parti socialiste d'Amérique, des groupes agricoles, des syndicats et d'autres, La Follette a brièvement semblé être une menace sérieuse pour le président républicain Calvin Coolidge. La Follette a déclaré que son principal objectif était de briser le « pouvoir combiné du système de monopole privé sur la vie politique et économique du peuple américain », et il a plaidé pour la nationalisation des chemins de fer et des services publics d'électricité, un crédit abordable pour les agriculteurs, l'interdiction du travail des enfants, des lois plus strictes pour aider les syndicats, la protection des libertés civiles et un mandat de 10 ans pour les membres de la magistrature fédérale. Cependant, son alliance complexe était difficile à gérer, et les Républicains se sont unis pour remporter l'élection de 1924. La Follette a obtenu 16,6 % des voix, l'une des meilleures performances d'un candidat tiers parti dans l'histoire des États-Unis. Il est décédé peu après l'élection présidentielle, mais ses fils, Robert M. La Follette Jr. (en) et Philip La Follette, lui ont succédé en tant que leaders progressistes dans le Wisconsin.

## Jeunesse
Robert Marion La Follette Sr. est né le 14 juin 1855 dans une ferme située à Primrose (en), dans le Wisconsin. Il était le plus jeune des cinq enfants de Josiah La Follette et Mary Ferguson, qui s'étaient installés dans le Wisconsin en 1850. Josiah descendait de huguenots français, tandis que Mary était d'origine écossaise. L'arrière arrière-grand-père de La Follette, Joseph La Follette, avait émigré de France vers le New Jersey en 1745. Son arrière-grand-père avait déménagé au Kentucky, où la famille était voisine de celle des Lincoln.
Josiah est décédé huit mois seulement après la naissance de Robert. En 1862, Mary épousa John Saxton, un riche marchand de soixante-dix ans. Les mauvaises relations entre La Follette et Saxton ont rendu son enfance difficile. Bien que sa mère fût démocrate, La Follette devint, comme la plupart de ses voisins, membre du Parti républicain.

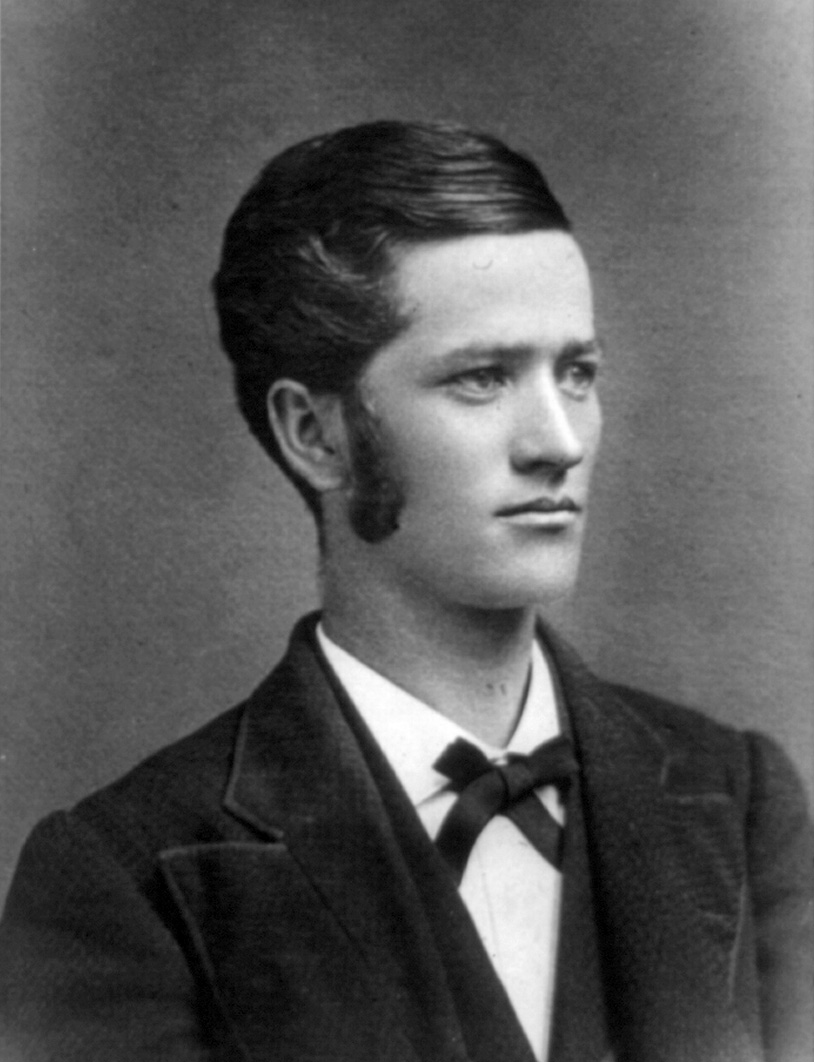
Robert La Follette dans l'album de promotion de l'université en 1879.

La Follette a commencé à fréquenter l'école à l'âge de quatre ans, mais travaillait souvent à la ferme familiale. Après le décès de Saxton en 1872, La Follette, sa mère et sa sœur aînée déménagèrent dans la capitale de l'État, Madison. Il commença à fréquenter l'Université du Wisconsin à Madison en 1875 et obtint son diplôme de Bachelor of Science en 1879. Bien qu'étant un étudiant moyen, il remporta un concours d'éloquence à l'échelle de l'État et fonda un journal étudiant nommé University Press. Il fut profondément influencé par le président de l'université, John Bascom (en), notamment sur des questions de moralité, d'éthique et de justice sociale. Pendant ses années universitaires, il devint végétarien, affirmant que ce régime lui donnait plus d'énergie et un « esprit clair ».
La Follette rencontra Belle Case (en) pendant qu'il fréquentait l'Université du Wisconsin, et ils se marièrent le 31 décembre 1881, dans la maison familiale de Belle à Baraboo, dans le Wisconsin. Belle devint une figure de proue du mouvement féministe, une défenseuse du droit de vote des femmes et une influence importante dans le développement des idées de La Follette.

## Début de carrière politique (1880–1900)

### Chambre des représentants
La Follette fut admis à l'association du barreau de l'État en 1880. La même année, il remporta l'élection au poste de procureur de district pour le comté de Dane, dans le Wisconsin, entamant une longue carrière politique. Il devint le protégé de George E. Bryant (en), un homme d'affaires républicain aisé et propriétaire terrien de Madison. En 1884, il fut élu à la Chambre des représentants, devenant le plus jeune membre du 49e Congrès (en).
Ses positions politiques étaient généralement alignées avec celles des autres républicains du Nord à l'époque : il soutenait des tarifs douaniers élevés et développa une relation étroite avec William McKinley, alors représentant de l'Ohio. Cependant, il s'écarta parfois des souhaits des dirigeants du parti, votant notamment pour le Interstate Commerce Act de 1887 et le Sherman Antitrust Act de 1890. Il dénonça également la discrimination raciale dans le Sud des États-Unis et soutint la Lodge Bill (en), qui visait à offrir des protections fédérales contre la privation massive des droits civiques des Afro-Américains dans le Sud. Le Milwaukee Sentinel (en) le décrivit comme un homme « si apprécié qu'il était aimé même de ses ennemis ». Cependant, les questions raciales et ethniques ne constituaient pas le cœur de sa pensée politique, sa femme étant une défenseure plus affirmée des droits civiques.
À l'âge de 35 ans, La Follette perdit son siège lors du raz-de-marée démocrate de 1890. Plusieurs facteurs expliquent cette défaite, notamment une loi sur l'éducation obligatoire adoptée par la législature républicaine de l'État en 1889. Cette loi, qui exigeait que les matières principales soient enseignées en anglais, provoqua des divisions entre les communautés catholique et luthérienne du Wisconsin. Son soutien au tarif protecteur McKinley Tariff (en) contribua également à son échec. Après l'élection, La Follette retourna à Madison pour ouvrir un cabinet d'avocats. Il fut surnommé « Fighting Bob » en raison de son énergie extraordinaire et de sa personnalité dominante.

### Candidatures au poste de gouverneur
Dans son autobiographie, La Follette explique qu'il a vécu une révélation politique en 1891 lorsque le sénateur Philetus Sawyer (en) a tenté de le corrompre. La Follette a affirmé que Sawyer lui avait offert un pot-de-vin pour qu'il influence son beau-frère, le juge Robert G. Siebecker (en), qui présidait une affaire impliquant des fonds publics que des responsables républicains auraient détournés. L'accusation publique de corruption de La Follette a provoqué une rupture avec de nombreux amis et dirigeants du parti, bien qu'il ait continué à soutenir des candidats républicains comme John Coit Spooner (en). Il a également soutenu avec ferveur la candidature de McKinley à l'élection présidentielle de 1896 et a dénoncé le candidat démocrate William Jennings Bryan comme un radical.
Plutôt que de quitter le parti ou de se retirer de la politique, La Follette a commencé à bâtir une coalition de républicains mécontents, dont beaucoup étaient relativement jeunes et bien éduqués. Parmi ses principaux alliés figuraient l'ancien gouverneur William D. Hoard et Isaac Stephenson (en), ce dernier ayant publié un journal favorable à La Follette. Sa coalition comprenait également de nombreux membres de la grande communauté scandinave de l'État, notamment Nils P. Haugen (en), Irvine Lenroot (en) et James O. Davidson (en).
À partir de 1894, la coalition de La Follette s'est concentrée sur la conquête du poste de gouverneur du Wisconsin. Avec La Follette comme directeur de campagne, Haugen a cherché à obtenir l'investiture républicaine pour le poste de gouverneur en 1894, mais il a été battu par William H. Upham (en). La Follette s'est présenté à l'investiture républicaine en 1896, mais il a été battu par Edward Scofield (en), qu'il a accusé d'avoir remporté l'investiture après que des dirigeants conservateurs du parti ont corrompu certains délégués républicains. Malgré les appels de certains partisans, La Follette a refusé de se présenter en tant qu'indépendant, et après l'élection, il a décliné une offre du président William McKinley pour devenir contrôleur de la monnaie (Office of the Comptroller of the Currency).
En 1897, La Follette a commencé à plaider pour le remplacement des caucus et conventions de parti, méthode traditionnelle de désignation des candidats, par des élections primaires, permettant aux électeurs de choisir directement les candidats du parti. Il a également dénoncé le pouvoir des entreprises, accusant celles-ci d'avoir pris le contrôle du Parti républicain. Ces positions progressistes sont devenues de plus en plus populaires à la suite de la panique de 1893, une grave crise économique qui a poussé de nombreuses personnes à revoir leurs convictions politiques.
La Follette s'est présenté une deuxième fois au poste de gouverneur en 1898, mais il a de nouveau été battu par Scofield lors de la primaire républicaine. En 1900, La Follette a fait une troisième tentative et a remporté l'investiture républicaine, en partie grâce à un compromis avec de nombreux dirigeants conservateurs du parti. Lors d'une année favorable aux républicains à l'échelle nationale, La Follette a nettement battu son adversaire démocrate Louis G. Bomrich (en) lors de l'élection générale, obtenant un peu moins de 60 % des voix.

## Gouverneur du Wisconsin (1901–1906)
Lors de son entrée en fonction, La Follette lança un ambitieux programme de réformes, avec pour priorités principales l'instauration d'élections primaires et la réforme du système fiscal de l'État. La Follette espérait initialement collaborer avec l'aile conservatrice du Parti républicain pour faire adopter ces réformes, mais les conservateurs et les intérêts ferroviaires se détachèrent du gouverneur. La Follette mit son veto à un projet de loi sur les élections primaires qui ne concernait que les élections locales, tandis que le Sénat de l'État vota une censure officielle contre lui après qu'il eut critiqué la législature pour ne pas avoir voté sur son projet de réforme fiscale. En 1902, les dirigeants conservateurs du parti tentèrent de lui refuser la nomination pour un second mandat, mais les partisans enthousiastes de La Follette prirent le contrôle de la convention d'État et mirent en place une plateforme progressiste. Lors de l'élection générale de 1902, La Follette battit largement le candidat démocrate conservateur, le maire David Stuart Rose (en) de Milwaukee.
À la suite des élections de 1902, la législature d'État adopta l'élection primaire directe (sous réserve d'un référendum à l'échelle de l'État) et la loi de réforme fiscale de La Follette. La nouvelle loi fiscale, qui obligeait les chemins de fer à payer des taxes basées sur les biens possédés plutôt que sur les bénéfices, entraîna un quasi doublement des impôts payés par les compagnies ferroviaires. Après avoir atteint ses deux premiers objectifs majeurs, La Follette se concentra sur la régulation des tarifs ferroviaires, mais les compagnies de chemin de fer empêchèrent l'adoption de son projet de loi en 1903. Durant cette période, La Follette devint de plus en plus convaincu de la nécessité d'un impôt sur le revenu pour limiter l'évasion fiscale des plus riches. Pendant son mandat, il nomma également William Miller, un Afro-Américain, à un poste dans son administration.
Après l'ajournement de la législature à la mi-1903, La Follette entreprit une tournée de conférences sur le circuit de Chautauqua, prononçant 57 discours à travers le Midwest. Il attira également l'attention de journalistes d'investigation tels que Ray Stannard Baker et Lincoln Steffens, qui soutenaient souvent son programme progressiste. Le virage progressiste de La Follette éloigna de nombreux dirigeants républicains, si bien que les partisans de La Follette et les dirigeants conservateurs du parti tinrent des conventions séparées en 1904 ; finalement, la Cour suprême de l'État (en) déclara que La Follette était le candidat républicain pour le poste de gouverneur cette année-là. Lors des élections générales de 1904 dans le Wisconsin, La Follette remporta 51 % des voix, mais il obtint un score bien inférieur à celui du président républicain Theodore Roosevelt, qui récolta 63 % des voix dans l'État lors de l'élection présidentielle. Lors de cette même élection, les électeurs du Wisconsin approuvèrent la mise en place de l'élection primaire directe.
Durant la campagne de 1904, La Follette avait promis de ne pas démissionner de son poste de gouverneur durant son mandat, mais après sa réélection, il chargea le représentant d'État Irvine Lenroot (en), un proche allié politique, d'assurer son élection au Sénat fédéral. Peu après avoir prononcé son message inaugural pour son troisième mandat de gouverneur, Lenroot entama des discussions avec d'autres législateurs pour garantir l'élection de La Follette au Sénat ; à l'époque, les sénateurs étaient élus par la législature de l'État. La Follette fut formellement nommé par le caucus républicain le 23 janvier 1905, et la législature de l'État le choisit le lendemain. Il retarda cependant son acceptation de la nomination et continua à servir comme gouverneur jusqu'en décembre 1905, date à laquelle il annonça sa démission. Tout au long de l'année 1905, La Follette continua de promouvoir ses politiques progressistes, y compris la régulation des tarifs ferroviaires par l'État. La législature de l'État adopta une loi de régulation relativement faible que La Follette envisagea de rejeter, mais qu'il finit par signer. Le lieutenant-gouverneur James O. Davidson (en) succéda à La Follette comme gouverneur et remporta l'élection en 1906.

## Sénateur fédéral (1906–1925)

### Sous la présidence Roosevelt (1906–1909)

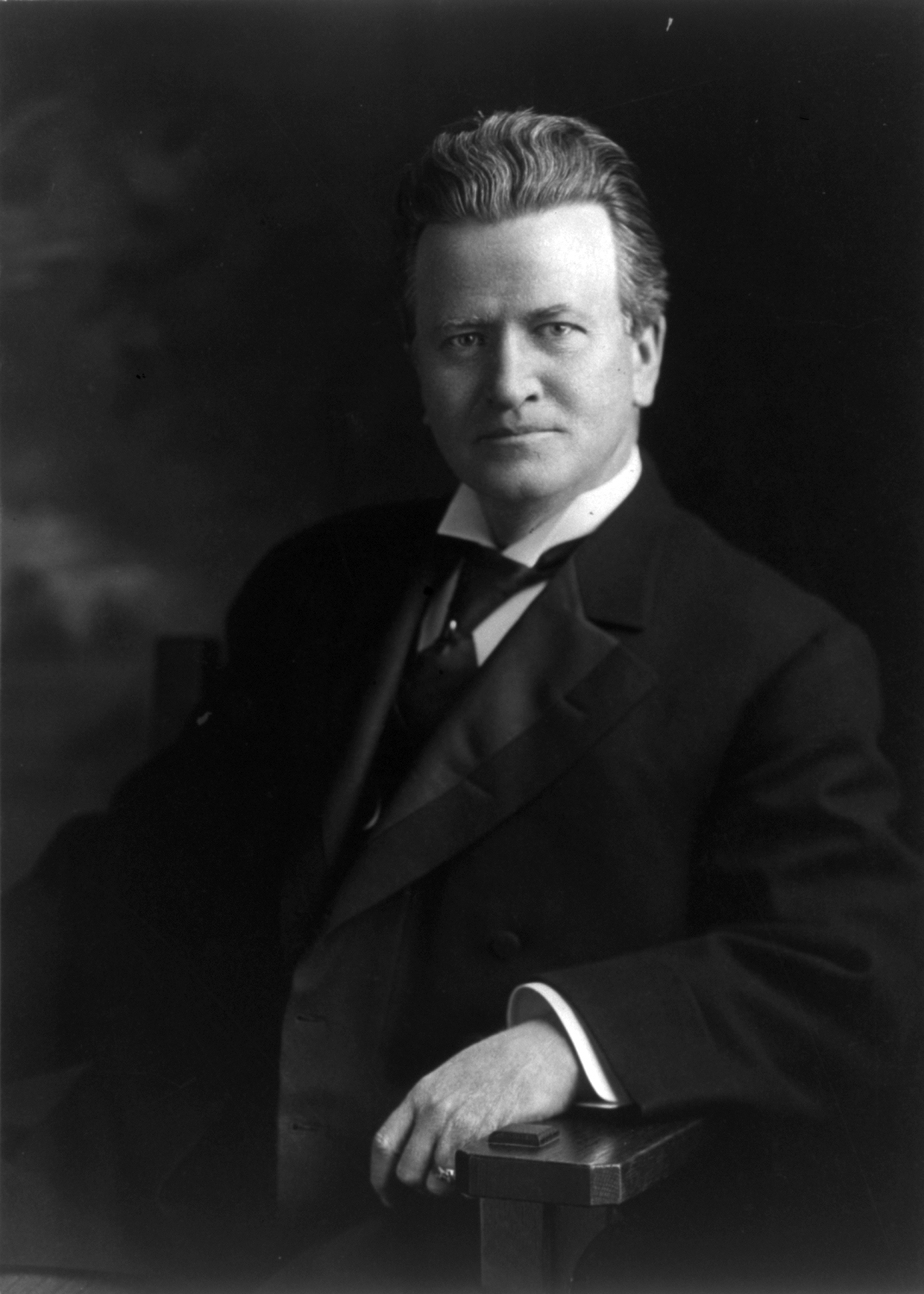
Portrait du sénateur La Follette en 1908.

La Follette est immédiatement devenu un leader progressiste au Sénat. Dans un premier temps, il s'est concentré sur un projet de loi sur la régulation des chemins de fer en cours d'examen au Sénat ; il a critiqué ce projet, qui deviendra finalement le Hepburn Act (en), comme un compromis édulcoré. Il a également commencé à mener campagne à travers le pays pour promouvoir l'élection de sénateurs progressistes. Les dirigeants conservateurs du parti, dont John Coit Spooner (en) et Nelson Wilmarth Aldrich, méprisaient La Follette, le considérant comme un démagogue dangereux. Espérant réduire au maximum son influence, Aldrich et ses alliés l'ont assigné à des comités insignifiants et l'ont accablé de tâches routinières. Néanmoins, La Follette a trouvé des moyens d'attaquer les compagnies charbonnières monopolistiques et a milité pour l'élargissement des pouvoirs de régulation ferroviaire du Comité du commerce inter-États.
Avec l'aide de journalistes sympathisants, La Follette a également contribué à l'adoption du Railway Hours Act de 1907, qui interdisait aux travailleurs ferroviaires de travailler plus de 16 heures consécutives. Bien qu'il ait initialement entretenu des relations cordiales avec le président Roosevelt, La Follette s'est quelque peu éloigné de lui après que Roosevelt ait refusé de soutenir certaines mesures progressistes comme l'évaluation physique des propriétés ferroviaires. Lorsque Roosevelt n'a pas soutenu le projet de loi de La Follette visant à retirer des terres riches en minerais de l'exploitation des entreprises, La Follette a confié à Belle que Roosevelt « me lâche tous les jours ou presque ». Pendant ce temps, La Follette s'est aliéné certains de ses partisans au Wisconsin en favorisant Stephenson, son principal donateur, plutôt que Lenroot lors d'une élection visant à pourvoir le siège du sénateur sortant John Coit Spooner.
Après la panique de 1907, La Follette s'est fermement opposé à l'Aldrich–Vreeland Act (en), qui autorisait l'émission de 500 millions de dollars en monnaie garantie par des obligations. Il a allégué que la panique avait été orchestrée par le « Money Trust », un groupe de 97 grandes entreprises cherchant à utiliser la crise pour éliminer leurs concurrents et contraindre le gouvernement à soutenir leurs activités. La Follette n'a pas réussi à empêcher l'adoption du projet de loi, mais son discours de 19 heures, le plus long filibuster de l'histoire du Sénat à l'époque, a été bien accueilli dans tout le pays.
À partir de 1908, La Follette a cherché à se faire élire président à plusieurs reprises. Il espérait que le soutien de journalistes influents comme Lincoln Steffens et William Randolph Hearst convaincrait les dirigeants républicains de le nommer candidat à l'élection présidentielle de 1908, mais il n'a pas réussi à bâtir une base solide en dehors du Wisconsin. Bien qu'il soit arrivé à la Convention républicaine (en) de Chicago avec le soutien de la plupart des délégués du Wisconsin, aucun délégué en dehors de son État natal n'a appuyé sa candidature. Au début de la convention, le secrétaire à la Guerre William Howard Taft était le choix préféré du président Roosevelt, mais Taft était opposé par certains conservateurs du parti. La Follette espérait émerger comme candidat républicain après plusieurs tours de scrutin, mais Taft a remporté la nomination dès le premier tour.
La Follette s'est néanmoins réjoui que le programme du parti appelle à une réduction des tarifs douaniers et que Taft ait indiqué qu'il suivrait l'exemple de Roosevelt en soutenant des politiques progressistes. Taft a battu William Jennings Bryan lors de l'élection de 1908, et plusieurs progressistes ont remporté des victoires aux élections législatives concomitantes. Début 1909, La Follette a lancé le La Follette's Weekly Magazine, qui a rapidement atteint une diffusion de plus de 30 000 exemplaires. Un rédacteur en chef associé du magazine à ses débuts était l'écrivain Herbert Quick (en). En mars 1924, La Follette a contribué à la nomination de Walter I. Cohen, un Afro-Américain, au poste de contrôleur du port de La Nouvelle-Orléans.

### Opposant à Taft (1909–1913)
Avec Jonathan P. Dolliver (en), La Follette a dirigé une faction progressiste de républicains au Sénat qui s'est opposée à Aldrich concernant la réduction des tarifs douaniers. Leur lutte pour la réduction des tarifs visait à diminuer les prix pour les consommateurs, estimant que les taux élevés du Dingley Act (en) de 1897 protégeaient injustement les grandes entreprises contre la concurrence, leur permettant ainsi de pratiquer des prix élevés. Malgré un désir répandu parmi les consommateurs de voir les prix baisser, et un programme du parti qui préconisait la réduction des tarifs, Aldrich et d'autres dirigeants du parti ont proposé le Payne–Aldrich Tariff Act (en), qui a largement maintenu les taux élevés du Dingley Act. Avec le soutien du président Taft, le Payne–Aldrich Tariff Act a été adoptée au Sénat ; tous les sénateurs républicains, à l'exception du groupe progressiste de La Follette, ont voté en faveur de cette loi. Cependant, les progressistes ont commencé à proposer le seizième amendement, qui permettrait effectivement au gouvernement fédéral de percevoir un impôt sur le revenu.
Fin 1909, Taft a limogé Louis Glavis (en), un fonctionnaire du département de l'Intérieur, qui avait accusé le secrétaire à l'Intérieur, Richard A. Ballinger, de favoriser l'expansion illégale de l'exploitation minière du charbon sur des terres publiques en Alaska. La Controverse Pinchot-Ballinger (en) qui a opposé Ballinger et Taft à Gifford Pinchot, le chef du service des forêts des États-Unis et un proche de Theodore Roosevelt. Les progressistes de La Follette ont vivement critiqué l'administration Taft pour sa gestion de cette controverse et ont lancé une enquête parlementaire sur l'affaire.
La campagne réussie de réélection de La Follette au début de 1911 a renforcé sa position en tant que leader de la faction progressiste du Parti républicain. En janvier 1911, après avoir consulté des journalistes et des responsables publics sympathisants, La Follette a lancé la Ligue nationale des républicains progressistes, une organisation dédiée à l'adoption de lois progressistes telles que les élections primaires, l'élection directe des sénateurs américains et les référendums. La Follette espérait que la ligue servirait également de base de soutien pour défier Taft dans la course à l'investiture présidentielle républicaine de 1912. La ligue a obtenu le soutien de neuf sénateurs, 16 membres du Congrès, quatre gouverneurs et de personnalités comme Pinchot et Louis Brandeis, mais n'a pas reçu celui de l'ancien président Roosevelt. Ce dernier a justifié son refus en affirmant que l'organisation était trop radicale, déclarant qu'il préférait « suivre le chemin d'Abraham Lincoln plutôt que celui de John Brown et Wendell Phillips ».
À la mi-1911, la plupart des progressistes pensaient que la bataille pour l'investiture républicaine de 1912 se jouerait entre La Follette et Taft, mais La Follette craignait lui-même que Roosevelt n'entre en lice. De nombreux leaders progressistes ont vivement critiqué La Follette pour s'être concentré sur l'écriture de son autobiographie plutôt que sur une campagne nationale. La Follette croyait que son autobiographie l'aiderait à gagner des voix et déclara : « Chaque ligne de cette autobiographie est écrite dans le but exprès de montrer la lutte pour un gouvernement plus représentatif en cours dans ce pays et d'encourager ceux qui combattent pour cette cause ». Roosevelt annonça sa candidature à l'investiture républicaine au début de 1912, mais La Follette refusa les appels de Pinchot et d'autres leaders progressistes à se retirer de la course et à soutenir l'ancien président.
Le 2 février 1912, à Philadelphie, La Follette prononça un discours désastreux lors du banquet des éditeurs de périodiques. Il parla pendant deux heures devant un auditoire de 500 éditeurs et écrivains influents. Selon le mémorandum du congressiste Henry Cooper, un ami et allié de La Follette :
«  La Follette s'est politiquement suicidé avec son discours des plus malheureux (pire que cela). C'était une scène choquante. Il perdit son sang-froid à plusieurs reprises – agita le poing – contre les auditeurs qui commençaient à partir, trop fatigués pour continuer à écouter – il fut abusif, désagréable dans son attitude… Dès le début, son discours était ennuyeux, inapproprié (pour une telle occasion de banquet), stéréotypé ; comme trop d'autres de ses discours, il était extrême tant dans le fond que dans la forme.  »

Robert La Follette en 1912 (Bibliothèque du Congrès, photographie réalisée par l'agence.

La plupart des spectateurs pensèrent que La Follette avait subi une dépression nerveuse, et ses partisans se rallièrent en majorité à Roosevelt. La famille de La Follette expliqua qu'il était abattu après avoir appris que sa fille Mary nécessitait une opération chirurgicale. Elle se rétablit, mais sa candidature n'en fit pas autant. Malgré cela, La Follette continua de faire campagne, concentrant ses attaques sur Roosevelt plutôt que sur Taft.
La Follette espérait relancer sa campagne grâce à des victoires dans les primaires républicaines de 1912, mais il ne parvint à s'imposer qu'au Wisconsin et dans le Dakota du Nord. Il continua de s'opposer à Roosevelt lors de la Convention nationale républicaine (en), qui finit par renommer Taft. Les partisans de Roosevelt quittèrent le Parti républicain, fondèrent le Parti progressiste et nommèrent Roosevelt comme candidat tiers parti. La Follette continua d'attaquer Roosevelt, collaborant avec le sénateur conservateur Boies Penrose (en), avec qui il ne partageait qu'une aversion commune pour Roosevelt, pour établir un comité chargé d'enquêter sur les financements des campagnes de Roosevelt en 1904 et 1912. Une menace de filibuster par La Follette permit de faire adopter la résolution d'enquête.
La Follette resta neutre lors de l'élection générale entre Roosevelt, Taft et le candidat démocrate Woodrow Wilson. Avec le Parti républicain divisé, Wilson remporta la victoire en 1912. La conduite de La Follette durant la campagne détruisit sa position de leader des républicains progressistes au Sénat, de nombreux progressistes estimant que son refus de collaborer avec Roosevelt avait nui à la cause progressiste et facilité la nomination de Taft.

### Sous la présidence Wilson (1913–1921)
La Follette espérait initialement collaborer étroitement avec l'administration Wilson, mais Wilson choisit finalement de s'appuyer sur les démocrates du Congrès pour faire adopter ses lois. Néanmoins, La Follette fut le seul sénateur républicain à voter en faveur du Revenue Act de 1913 (en), qui réduisait les droits de douane et instaurait un impôt fédéral sur le revenu. La Follette, qui souhaitait utiliser cet impôt pour redistribuer les revenus, influença le projet de loi en demandant une surtaxe plus élevée pour ceux gagnant plus de 100 000 dollars par an.
La Follette et ses alliés progressistes critiquèrent la proposition de Wilson sur le Federal Reserve Act (en), la jugeant trop favorable à l'establishment bancaire, mais Wilson convainquit les démocrates d'adopter son projet. La Follette s'opposa également à certains démocrates du Sud, comme James K. Vardaman (en) du Mississippi, qui excluait les Afro-Américains des bénéfices agricoles prévus par le Smith-Lever Act de 1914 (en). En 1915, La Follette fit adopter le Seamen's Act (en), qui permettait aux marins de quitter leur emploi dans n'importe quel port où la cargaison était déchargée ; le texte exigeait également que les navires à passagers soient équipés de canots de sauvetage.
Lors des élections de mi-mandat de 1914, La Follette et ses alliés progressistes dans le Wisconsin subirent une lourde défaite lorsque le conservateur Emanuel L. Philipp (en), un dirigeant du secteur ferroviaire, fut élu gouverneur. La Follette repoussa une contestation lors des primaires de 1916 et vainquit largement son adversaire démocrate aux élections générales, mais Philipp fut également réélu. En 1916, la politique étrangère devint un enjeu central dans le pays, et La Follette s'opposa fermement aux interventions américaines en Amérique latine.
Après le début de la Première Guerre mondiale en 1914, La Follette salua la politique de neutralité de l'administration Wilson, mais rompit avec le président lorsque celui-ci adopta des politiques favorables aux puissances alliées. Theodore Roosevelt qualifia La Follette de « fumier qui mériterait d'être pendu » lorsqu'il s'opposa à l'armement des navires marchands américains.

#### Opposition à l'intervention américaine pendant la Première Guerre mondiale
La Follette s'opposa à l'entrée des États-Unis dans la Première Guerre mondiale. Le 4 avril 1917, jour du vote du Congrès américain sur la déclaration de guerre, La Follette déclara lors d'un débat au Sénat : « Résistez fermement à la guerre, et l'avenir vous honorera. L'homicide collectif ne peut établir les droits humains. Faire entrer notre pays dans la guerre européenne serait une trahison envers l'humanité ». Finalement, le Sénat américain vota en faveur de l'entrée en guerre par 82 voix contre 6, et la résolution fut adoptée deux jours plus tard par la Chambre des représentants avec 373 voix contre 50. La Follette fit face à des critiques immédiates, notamment de la part du Wisconsin State Journal, dont un éditorial l'accusa d'agir au nom des intérêts allemands. Le journal écrivait : « Cela révèle que sa position est résolument pro allemande (et) anti-américaine… Il est tout simplement pathétique de voir un homme comme La Follette, dont les nombreux combats courageux pour la démocratie l'ont rendu cher au cœur de centaines de milliers d'Américains, s'associer maintenant à l'encouragement de l'autocratie. Et c'est tout ce que c'est ».
Après la déclaration de guerre des États-Unis, La Follette dénonça plusieurs des politiques de guerre de l'administration, notamment la loi sur le service sélectif (Selective Service Act of 1917 (en)) et la loi sur l'espionnage (Espionage Act of 1917). Cela lui attira la colère de nombreux Américains, qui le considéraient comme un traître à son pays et un soutien implicite de l'Empire allemand. Une commission sénatoriale envisagea même un vote pour l'expulser du Sénat pour déloyauté, à la suite d'un discours anti-guerre prononcé en 1917. Cependant, la commission recommanda de ne pas l'expulser, et le Sénat confirma cette décision par 50 voix contre 21 début 1919.
Après le déclenchement de la Révolution russe à la fin de 1917, La Follette soutint les bolcheviks, qu'il considérait comme « luttant pour établir une démocratie industrielle ». Il dénonça l'intervention des Alliés dans la Guerre civile russe en 1919, qu'il attribuait au désir du président Wilson d'empêcher la propagation du socialisme. Pendant la première Peur rouge (First Red Scare), une période marquée par une peur généralisée du socialisme et de l'anarchisme aux États-Unis, La Follette condamna les Palmer Raids, réclama l'abrogation de la loi sur l'espionnage et proposa une amnistie pour les prisonniers politiques, tels que le leader socialiste Eugene V. Debs, emprisonné en Géorgie. Avec un groupe diversifié de sénateurs républicains progressistes et conservateurs, il contribua à empêcher la ratification du traité de Versailles par les États-Unis. La Follette estimait que la Société des Nations, un élément central du traité, visait principalement à protéger les intérêts financiers dominants des États-Unis et des puissances alliées.

### Présidences de Harding et Coolidge (1921–1924)

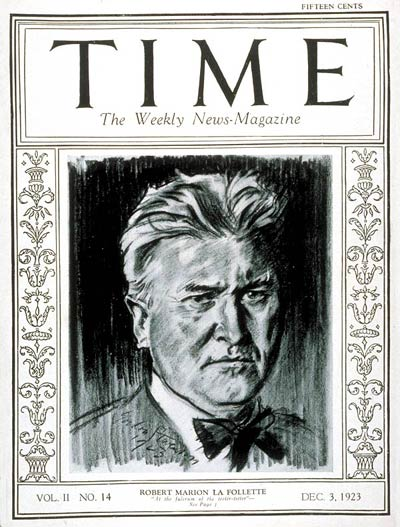
Une du Time Magazine le 3 décembre 1923, avec le sénateur La Follette en couverture.

La Follette conserva son influence au Wisconsin après la guerre et mena une délégation progressiste à la Convention républicaine de 1920 (en). À l'échelle nationale, cependant, le Parti républicain s'était de plus en plus orienté vers le conservatisme, et La Follette fut dénoncé comme un bolchevik lorsqu'il appela à l'abrogation de l'Esch–Cummins Act (en) de 1920. Après que le Parti républicain eut désigné le sénateur conservateur Warren G. Harding comme candidat, La Follette envisagea une candidature présidentielle pour un troisième parti, mais il renonça finalement, faute d'accord entre les divers groupes progressistes sur une plateforme commune.
Après l'élection présidentielle de 1920, remportée par Harding, La Follette rejoignit un « bloc agricole » de membres du Congrès qui plaidait pour des prêts agricoles fédéraux, une réduction des tarifs douaniers et d'autres politiques destinées à aider les agriculteurs. Il s'opposa également aux réductions d'impôts proposées par le secrétaire au Trésor Andrew Mellon, et son opposition contribua à empêcher le Congrès de réduire les impôts aussi drastiquement que prévu.
En 1922, La Follette repoussa avec succès une attaque lors des primaires menée par les alliés conservateurs du président Harding, remportant ensuite sa réélection avec 81 % des voix. À l'échelle nationale, ces élections entraînèrent la défaite de nombreux républicains conservateurs, donnant à La Follette et à ses alliés un rôle clé dans l'équilibre des pouvoirs au Congrès. Après que la Cour suprême eut invalidé une loi fédérale sur le travail des enfants, La Follette devint de plus en plus critique à l'égard de la Cour et proposa un amendement permettant au Congrès de réadopter toute loi déclarée inconstitutionnelle. Il lança également des enquêtes sur l'administration Harding, qui contribuèrent à révéler le scandale du Teapot Dome. Harding mourut en août 1923 et fut remplacé par le vice-président Calvin Coolidge, fermement ancré dans l'aile conservatrice du Parti républicain.
En 1920-1921, La Follette continua de soutenir les bolcheviks dans la Guerre civile russe, tout en dénonçant vigoureusement l'impérialisme et le militarisme dans ce conflit et au-delà. Il resta opposé à l'accord de contrôle des traités et rejeta la Société des Nations. Il plaida pour l'autonomie de l'Irlande, de l'Inde, de l'Égypte, ainsi que pour le retrait des intérêts étrangers en Chine. À partir de 1922, il concentra principalement ses efforts sur les affaires intérieures.

## Campagne présidentielle de 1924
En 1924, les conservateurs étaient en position dominante dans les deux principaux partis politiques. En 1923, La Follette avait commencé à préparer son dernier combat pour une candidature à la présidence sous la bannière d'un troisième parti, envoyant ses alliés dans divers États pour construire une base de soutien et garantir l'accès aux bulletins de vote. Au début de l’année 1924, un groupe composé de syndicats, de socialistes et d’organisations agricoles, inspiré par le succès du Parti travailliste britannique, a fondé la Conference for Progressive Political Action (en) (CPPA), une organisation faîtière regroupant des mouvements de gauche. Outre les syndicats et les groupes agricoles, la CPPA incluait également des groupes représentant les Afro-Américains, les femmes et les étudiants. La CPPA a programmé une convention nationale pour désigner un candidat à la présidence en juillet 1924.
La Follette, après une visite en Union soviétique à la fin de 1923, avait modifié son opinion favorable aux bolcheviks, ayant constaté l'impact du communisme sur les libertés civiles et les droits politiques. Durant cette même période, il s’était rendu en Angleterre, en Allemagne et en Italie, où il avait exprimé sa consternation face au manque de liberté de la presse au leader Benito Mussolini. Avec le soutien d'autres groupes de gauche pour La Follette, le Parti communiste des États-Unis d'Amérique a désigné pour la première fois un candidat à la présidence, William Z. Foster.
Le 3 juillet 1924, un jour avant la convention de la CPPA, La Follette annonça sa candidature à l'élection présidentielle de 1924, déclarant que « l'unique question cruciale est de briser le pouvoir combiné du système de monopole privé sur la vie politique et économique du peuple américain ». La convention de la CPPA, dominée par les partisans de La Follette, approuva rapidement sa candidature. Son premier choix pour le poste de colistier, le juge de la Cour suprême Louis Brandeis, refusa de se joindre à la campagne. La convention nomma alors le sénateur Burton K. Wheeler du Montana, un démocrate progressiste qui avait refusé de soutenir John W. Davis, le candidat démocrate à la présidence. Bien que les socialistes aient insisté pour présenter une liste complète de candidats, La Follette, tenant à éviter la création formelle d’un troisième parti, limita la campagne de la CPPA à la seule élection présidentielle. La Follette figura sur le bulletin de vote dans tous les États, sauf en Louisiane, mais sa candidature fut désignée sous divers labels : « Progressiste », « Socialiste », « Non-Partisan » ou « Indépendant ».
Après la convention, le Parti socialiste d'Amérique, suivant les conseils d'Eugene V. Debs, candidat présidentiel récurrent, soutint la candidature de La Follette. La Fédération américaine du travail et de nombreux autres groupes ouvriers lui apportèrent également leur soutien. Parmi les personnalités notables ayant soutenu La Follette figuraient l'activiste pour le contrôle des naissances Margaret Sanger, le leader afro-américain W. E. B. Du Bois, l'économiste Thorstein Veblen et l'éditeur de journaux E. W. Scripps. Harold L. Ickes et d’autres progressistes ayant soutenu la candidature de Roosevelt en 1912 se rallièrent à La Follette, bien que certains, comme Gifford Pinchot, aient préféré soutenir Coolidge. Un autre groupe en faveur de La Follette était la Steuben Society, une organisation germano-américaine revendiquant six millions de membres.
La plateforme de La Follette reposait sur de nombreuses questions qu'il avait défendues tout au long de sa carrière politique. Il préconisait la nationalisation des chemins de fer et des services publics d'électricité, des crédits bon marché pour les agriculteurs, l'interdiction du travail des enfants, le renforcement des lois en faveur des syndicats, une meilleure protection des libertés civiles, la fin de l'impérialisme américain en Amérique latine, ainsi qu'un référendum avant que tout président puisse engager à nouveau la nation dans une guerre.
Les parieurs professionnels donnaient initialement à La Follette une cote de 16 contre 1 pour l'emporter, et beaucoup pensaient que sa candidature pourrait entraîner une élection contingentée à la Chambre des représentants. Cependant, à l'approche du jour de l'élection, ceux qui espéraient une victoire de La Follette devinrent plus pessimistes. Les divers groupes soutenant La Follette entraient souvent en conflit, et sa campagne était loin d'être aussi bien financée que celles de Davis et, surtout, de Coolidge. Les dirigeants d'entreprises, qui voyaient en La Follette une menace de lutte des classes, se mobilisèrent contre sa candidature tierce. Les Républicains firent campagne sur le thème « Coolidge ou le chaos », affirmant que l'élection de La Follette perturberait gravement la croissance économique. Ne craignant guère une victoire démocrate, le Parti républicain concentra principalement ses attaques sur La Follette.
En août et septembre, La Follette exprima son opposition au Ku Klux Klan, décrivant l'organisation comme porteuse de « germes de mort » en son sein, ainsi que sa haine des quotas d'immigration fondés sur la discrimination raciale, tout en défendant le contrôle de l'immigration pour des raisons économiques. En réponse aux déclarations de La Follette sur le Klan, le Grand Sorcier Impérial Hiram Wesley Evans dénonça La Follette comme étant le « principal ennemi du pays ».
Finalement, La Follette recueillit 16,6 % des voix, tandis que Coolidge obtint une majorité des suffrages populaires et électoraux. La Follette remporta son État natal du Wisconsin et termina deuxième dans onze États, tous situés à l'ouest du fleuve Mississippi. Il réalisa ses meilleurs scores dans les zones rurales et les quartiers ouvriers des zones urbaines, une grande partie de son soutien provenant de personnes affiliées au Parti socialiste d'Amérique. Les 16,6 % obtenus par La Follette représentent le troisième meilleur score pour un candidat tiers parti depuis la Guerre de Sécession (après Roosevelt en 1912 et Ross Perot en 1992), en plus de sa victoire dans son État natal du Wisconsin. Le CPPA fut dissous peu après l'élection, divers groupes ayant retiré leur soutien.

## Mort et héritage
La Follette est décédé à Washington, d'une maladie cardiovasculaire, compliquée par une bronchite et une pneumonie, le 18 juin 1925, quatre jours après son soixante-dixième anniversaire. Il a été enterré au cimetière de Forest Hill, situé à l'ouest de Madison, dans le Wisconsin. Après sa mort, son siège au Sénat a été proposé à son épouse, Belle Case La Follette, mais elle a décliné l'offre. Par la suite, son fils, Robert M. La Follette Jr. (en), a été élu à ce siège.
Après le décès de son mari, Belle Case est restée une figure influente et une éditrice reconnue. Vers le milieu des années 1930, les La Follette ont reformé le Parti progressiste à l'échelle de l'État sous la forme du Parti progressiste du Wisconsin. Ce parti est rapidement devenu, bien que brièvement, la force politique dominante de l'État, élisant sept congressistes progressistes en 1934 et 1936. Leur fils cadet, Philip La Follette, a été élu gouverneur du Wisconsin, tandis que leur fils aîné, Robert M. La Follette Jr., a succédé à son père au Sénat. Leur fille, Fola La Follette, était une suffragette et une militante syndicale influente, mariée au dramaturge George Middleton. Un de leurs petits-fils, Bronson La Follette (en), a exercé plusieurs mandats en tant que procureur général du Wisconsin et a été le candidat démocrate au poste de gouverneur en 1968.
La Follette a également influencé de nombreux autres politiciens progressistes en dehors du Wisconsin, tels que Floyd B. Olson, Upton Sinclair, Fiorello La Guardia et Wayne Morse (en). Le sénateur et candidat aux primaires démocrates de 2016 et de 2020, Bernie Sanders, a souvent été comparé à La Follette.
En 1957, un comité sénatorial présidé par le sénateur John Fitzgerald Kennedy a sélectionné La Follette comme l'un des cinq sénateurs à figurer dans le « Hall of Fame » du Sénat, aux côtés de Henry Clay, Daniel Webster, John Caldwell Calhoun et Robert Taft. Une enquête menée en 1982 auprès d'historiens, visant à classer les « dix plus grands sénateurs de l'histoire de la nation » en fonction de leurs « accomplissements au pouvoir » et de leur « impact à long terme sur l'histoire américaine », a placé La Follette en tête, à égalité avec Henry Clay. En 1998, l'historien John D. Buenker a décrit La Follette comme « la figure la plus célèbre de l’histoire du Wisconsin ». La Follette est représenté par l'une des deux statues du Wisconsin dans le National Statuary Hall. Un portrait ovale de La Follette, peint par son cousin Chester La Follette (en), est également exposé au Sénat. La maison de Robert M. La Follette à Maple Bluff, dans le Wisconsin, est classée monument historique national. Parmi les lieux nommés en son honneur figurent le lycée La Follette à Madison, l'École des affaires publiques Robert M. La Follette de l'Université du Wisconsin à Madison, ainsi que la ville de La Follette, dans le Wisconsin. L'historien socialiste Gabriel Kolko (en) a décrit La Follette comme « se distinguant de nombreux progressistes en favorisant la concurrence plutôt que le monopole (privé ou public) ».
Le Fighting Bob Festival est un événement annuel organisé en septembre par les progressistes du Wisconsin, sponsorisé par The Progressive et The Capital Times. Fondé en 2001 par l'avocat et militant syndical du Wisconsin Ed Garvey, ce festival, inspiré du mouvement Chautauqua, s’est tenu à Baraboo, Madison, La Crosse, Milwaukee et Stevens Point. Parmi les intervenants figurent des personnalités du Wisconsin, telles que le représentant Mark Pocan, l'ancien sénateur Russ Feingold, la sénatrice Tammy Baldwin et le journaliste John Nichols (en), ainsi que d'autres figures du Midwest et des leaders nationaux progressistes comme le sénateur du Vermont Bernie Sanders, Jim Hightower (en), Nina Turner et Jesse Jackson.